# The Quicksands
Pour plus de détails, voir Fiche technique et Distribution.
The Quicksands est un film américain réalisé par Christy Cabanne, sorti en 1914.

## Fiche technique
- Titre : The Quicksands
- Réalisation : Christy Cabanne
- Scénario : Christy Cabanne
- Pays d'origine : États-Unis
- Format : Noir et blanc - 1,33:1 - Film muet
- Genre : court métrage
- Durée : 10 minutes
- Date de sortie : 1914

## Distribution
- Courtenay Foote (en)
- Lillian Gish
- Fay Tincher
- Douglas Gerrard
- Bob Burns
- Mary Alden
- Fred Turner